# Mistrzewice
Mistrzewice is een dorp in de Poolse woiwodschap Mazovië. De plaats maakt deel uit van de gemeente Młodzieszyn.